# Rodolfo Gabrielli
Rodolfo "Rolo" Federico Gabrielli (Tunuyán, 25 de mayo de 1951) es un político y economista argentino del Partido Justicialista que fue gobernador de la Provincia de Mendoza entre los años 1991 y 1995. Ocupó el cargo de Ministro del Interior de la Nación, durante las presidencias interinas consecutivas de Adolfo Rodríguez Saá, Eduardo Camaño y la de Eduardo Duhalde, del 23 de diciembre de 2001 al 3 de mayo de 2002, cuando fue reemplazado por Jorge Matzkin. Más tarde se desempeñó como vicepresidente del Banco Nación, en lo que quedó de la gestión de Duhalde, y con la llegada de Néstor Kirchner, fue nombrado director del canal estatal Argentina Satelital en 2003.

## Biografía
Su tío fue Francisco Gabrielli, quien se había desempeñado como gobernador de Mendoza en diversas oportunidades por el Partido Demócrata. Comenzó su militancia política en la Juventud Peronista mientras era estudiante de la Universidad Nacional de Cuyo (UNCUYO), donde obtuvo los títulos de Contador y Licenciado en Economía.
Antes de desempeñarse como gobernador mendocino fue docente en la UNCUYO, profesión que dejó para ocupar el cargo de Ministro de Economía de Mendoza, designado por el gobernador José Octavio Bordón, de 1987 a 1991.
El 15 de enero de 2008 la presidenta de la República Argentina, Cristina Fernández de Kirchner lo designó mediante el decreto n.º 92/2008 a Gabrielli como el primer Administrador Nacional de la Aviación Civil del país, cargo que desempeñó hasta su renuncia en julio de 2010. Con la llegada de Néstor Kirchner a la Casa Rosada desembarcó en Arsat, la empresa responsable de la actividad satelital del país y que fue creada con el objetivo de construir y colocar un satélite en órbita. Tras esto, el país se convirtió en una de las ocho naciones en el mundo que desarrollan y producen sus propios satélites geoestacionarios y, junto a Estados Unidos, son los dos únicos en el continente americano. ARSAT-1 es el primer satélite en su tipo construido por un país latinoamericano.
En mayo de 2020, el presidente Alberto Fernández lo designó como director de la Casa de Moneda, organismo del estado encargado de la acuñación de moneda metálica e impresión de papel moneda.